# Glansdaggkåpa
Glansdaggkåpa, Alchemilla micans Buser, synonym Alchemilla gracilis aukt, är en apomiktisk särart av den vanliga daggkåpan (Alchemilla vulgaris). I taxon brukar den hänföras till en nivå mellan släkte och art kallad sektion. 

## Utseende
Särskilda kännetecken för glansdaggkåpa, som skiljer den från närliggande arters utseende, är att bladflikarna är 7—9 till antalet och utan skåror, och varje bladflik har 17—19 tänder i bladkanten

## Utbredning
Tämligen allmän i Mellansverige, mer eller mindre sällsynt i resten av landet. Vanlig i Norges kustland utom längst i norr, vanlig i hela Finland utom längst i norr, vanlig i nordöstra Europa; kan förekomma sällsynt i Centraleuropa med nordsidan av Alperna som sydgräns.

## Habitat
Betesmark, ängar, vägkanter o d.

## Etymologi
Alchemilla kommer av att man tidigare trodde att den lilla daggdroppe, som brukar finnas i bladens mitt tidigt på morgonen, var en viktig ingrediens för alkemister. Ordet alchemilla kan härledas från arabiska al kemelyeh = kemi 
Micans kommer av latin micare = blinka, skimra, vilket syftar på utseendet på bladens ovansida.